# Anton Joos
Pour les articles homonymes, voir Joos (homonymie).
Anton Joos (né le 8 mars 1900 à Gutach, mort le 30 mars 1999 à Francfort-sur-l'Oder) est un homme politique est-allemand.

## Biographie
Le fils d'un serrurier et d'une ouvrière agricole, après l'école publique à Waldshut, rejoint le KPD en 1919.
En 1919, il était mineur à Bottrop. En 1920, il est membre de l'Armée rouge de la Ruhr. C'est pourquoi il est arrêté et emprisonné à Cologne. La même année, il fait partie du conseil des travailleurs de Titisee-Feldberg et occupe de nombreuses fonctions syndicales et politiques, ainsi le poste de président du conseil des travailleurs de 1931 à 1932, directeur politique de la section d'Oberhausen de 1930 à 1933 et conseiller municipal d'Oberhausen de 1932 à 1933.
En 1933, il émigre aux Pays-Bas, où il exerce les fonctions de trésorier et de responsable de la formation du KPD à Amsterdam, ainsi que d'instructeur des émigrants et assume d'autres fonctions. À partir de juillet 1937, Joos est membre du service de renseignements du KPD à Paris et de 1937 à 1939 secrétaire de Paul Bertz.
Après son arrestation, Joos est emprisonné dans divers camps mais peut fuir en avril 1941 et se retrouve en 1942 dans la résistance intérieure française. Il a jusqu'en mars 1943 des liens avec la direction du KPD à Toulouse. Il participe activement aussi au Nationalkomitee Freies Deutschland.
En juin 1945, Joos retourne à Düsseldorf, où il devient chef du département de la politique du personnel du KPD du Land de Rhénanie-du-Nord-Westphalie et membre de la direction du KPD du district en 1946 de la Ruhr-Westphalie.  En 1947, il est référent du département de la politique du personnel du SED et en 1950, Chef du département des affaires générales des cadres du département du Comité central du SED.
À partir de 1949, Joos est membre de la Commission centrale de contrôle du parti du SED, où il s'occupe notamment du cas de Noel Field et en 1950 contribue de façon décisive à la préparation de la première grande purge du parti. Joos est l'éminence grise du département des cadres du Comité central du SED, où il est principalement responsable des questions de sécurité. De 1962 à 1966, il est chef adjoint de l'agence commerciale de la RDA à Stockholm.
Joos reçoit le 6 mai 1955 l'Ordre du mérite patriotique en argent et en 1979 en or.